# Dima Hasao
Dima Hasao is een district van de Indiase staat Assam. Het district, dat tot 2010 de naam North Cachar Hills droeg, telt 186.189 inwoners (2001) en heeft een oppervlakte van 4888 km².
Hoofdstad: Dispur
Districten:
Baksa
· Barpeta
· Biswanath
· Bongaigaon
· Cachar
· Charaideo
· Chirang
· Darrang
· Dhemaji
· Dhubri
· Dibrugarh
· Dima Hasao
· Goalpara
· Golaghat
· Hailakandi
· Hojai
· Jorhat
· Kamrup
· Kamrup Metro
· Karbi Anglong
· Karimganj
· Kokrajhar
· Lakhimpur
· Majuli
· Morigaon
· Nagaon
· Nalbari
· Sivasagar
· Sonitpur
· South Salmara-Mankachar
· Tinsukia
· Udalguri
· West Karbi Anglong